# نهر دجا
نهر دجا (بالفرنسية: Dja)‏ هو نهر يقع في غرب وسط إفريقيا ويشكل  جزءًا من الحدود بين الكاميرون وجمهورية الكونغو الديمقراطية في القارة الإفريقية.

## الوصف
يمر نهر دجا عبر الغابات المطيرة في الكاميرون وجمهورية الكونغو في وسط إفريقيا. يبلغ طوله حوالي 720 كم، ويعتبر رافدًا رئيسيًا لنهر الكونغو، وهو أحد أطول الأنهار في إفريقيا.
ينبع نهر دجا من المنطقة الجبلية بالقرب من أبونج مبانغ في الكاميرون ويتدفق في نمط متعرج، بين الكاميرون وجمهورية الكونغو عبر امتداد طويل ويصب في نهر سانغا في جمهورية الكونغو.